# Lebia cruxminor
Espèce
Lebia cruxminor est une espèce d'insectes coléoptères de la famille des Carabidae.

## Description
Corps orangé long d'environ 8 mm, tête noire ; les taches noires sur les élytres orangés peuvent dessiner une croix rejoignant le scutellum. Les pattes avant portent une échancrure de toilette.

## Distribution
Eurasie et Afrique du Nord.

## Biologie
L'imago se nourrit de larves d'autres coléoptères capturées dans les arbustes. Les larves de Lebia cruxminor vivent en parasites de larves de chrysomèles.